# Sint-Pieterskerk (Itterbeek)

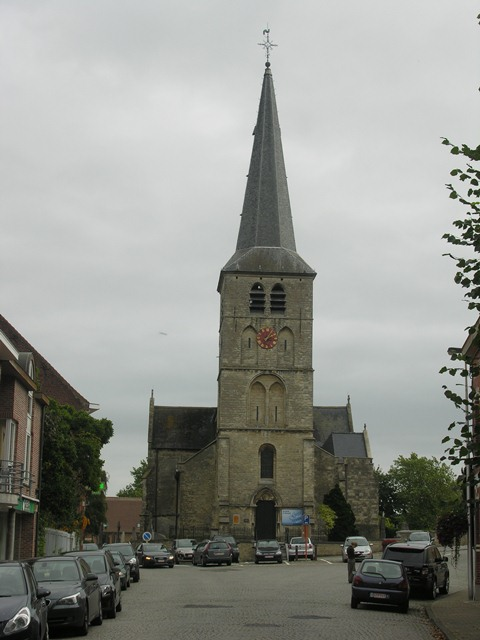
Sint-Pieterskerk

De Sint-Pieterskerk is de parochiekerk van de tot de Vlaams-Brabantse gemeente Dilbeek behorende plaats Itterbeek, gelegen aan de Kerkstraat.

## Geschiedenis
Itterbeek was een van de negen dochterkerken van Sint-Pieters-Leeuw en in 1244 werd het een zelfstandige parochie. Er bestond toen al een romaans kerkgebouw. Omstreeks deze tijd werd dit vervangen door een gotische kerk, waarvan de toren bewaard bleef. Eind 13e eeuw werd het kerkschip en het transept gebouwd. Een nieuw koor werd tussen 1400 en 1450 gebouwd. Het bewaarde transept is 15e-eeuws en werd in de 17e eeuw nog gewijzigd. Omstreeks 1631 werd het schip voorzien van een kruisribgewelf en omstreeks 1666 werd de toren met een klokkenverdieping verhoogd en deze werd bekroond met een helmdak. Dit werd in 1904 vervangen door een ingesnoerde naaldspits. Ook werden toen de zijkapellen, voorheen onder lessenaarsdak, omgebouwd tot dwarskapellen en voorzien van topgevels.

## Gebouw
Het betreft een basilicale kruiskerk met voorgebouwde westtoren en driezijdig afgesloten koor. De kerk is gebouwd in kalkzandsteen, mogelijk afkomstig van de nabijgelegen groeve Steenpoel.

## Interieur
Het kerkmeubilair is voornamelijk 17e- en 18e-eeuws. Het hoofdaltaar is uit het begin van de 20e eeuw. De zijaltaren zijn van 1649 en de altaarstukken zijn vervaardigd door Gaspar de Crayer. Voor het noordelijk altaar is dat een Maria ten Hemelopneming en voor het zuidelijk zijaltaar is het een Sint-Rochus.
De lambrisering is van de 2e helft van de 18e eeuw, in Lodewijk XVI-stijl. Ook de preekstoel, de communiebank en drie biechtstoelen zijn uit die tijd.
De glas-in-loodramen zijn van 1892. Het orgel is van 1999 en werd gebouwd door Johan Deblieck.